# Куропатенко, Дмитрий Семёнович
Дмитрий Семёнович Куропатенко (23 февраля 1902,  с. Ивановка, Харьковская губерния,  Российская империя — 8 мая 1977, Казань, РСФСР, СССР) — советский военачальник, генерал-майор (01.09.1943).

## Биография
Родился 23 февраля 1902 года в селе  Ивановка, ныне в Волчанском районе, Харьковской области.

### Военная служба

#### Гражданская война
В мае 1919 года был призван в РККА и направлен в Волчанский ударный батальон. В его составе воевал с войсками генерала А. И. Деникина на Южном фронте в районах Белый Колодезь, Волчанск, Белгород. В июне под Белгородом батальон влился в 1-й Грайворонский революционный полк, в его составе участвовал в боях в районе Тамаровка, Сумовская (Курской губ.). С августа 1919 года находился по болезни в полевом лазарете, затем был направлен в город Курск и назначен в 605-й стрелковый полк 2-й отдельной бригады. В его составе сражался с белогвардейскими войсками под Курском и Орлом. После взятия Орла бригада была сведена в 79-й стрелковый полк, а  Куропатенко сражался с ним под Малоархангельском, Курском и Старым Осколом. В декабре 1919 года направлен на учебу на 1-е Московские советские пехотные курсы. После их окончания в октябре 1920 года назначен командиром взвода 74-го стрелкового полка 9-й стрелковой дивизии, затем в том же полку исполнял должность инструктора для поручений при командире батальона. В составе этого полка участвовал в боях с войсками генерала П. Н. Врангеля, весной 1921 года — в Тифлисской операции по установлению советской власти в Грузии.

#### Межвоенные годы
После войны с мая 1921 года командовал взводом в 5-м стрелковом полку Отдельной Кавказской бригады ККА. В этой должности участвовал в борьбе с бандформированиями в Озургетском уезде в Грузии (январь — ноябрь 1922 г.). В январе 1923 года полк был переименован в 1-й Баталпашинский в составе 1-й Кавказской стрелковой дивизии, а  Куропатенко со взводом направлен в учебную батарею при 2-м Сухумском полку для переподготовки взвода. В марте вернулся в прежний полк. С октября 1923 года учился в 8-й пехотной школе ЛВО (в октябре 1924 г. она слилась с Киевской объединенной школой командиров). В августе 1925 года окончил ее и был назначен в 16-й стрелковый полк 6-й стрелковой дивизии МВО, где исполнял должность командира взвода, помощник командира и командира роты. С апреля 1931 года по май 1934 года учился в Военной академии РККА им. М. В. Фрунзе, после окончания назначен начальником 1-й части штаба 1-й Туркестанской горнострелковой дивизии САВО. С октября 1936  года по январь 1937 года и с июля 1937 года по январь 1938 года временно исполнял должность начальника штаба дивизии, а с января по июль 1938 года временно командовал дивизией. В октябре 1938 года находился на преподавательской работе в Военной академии РККА им. М. В. Фрунзе в должностях преподавателя кафедры общей тактики и старшего тактического руководителя курса.

#### Великая Отечественная война
В июле 1941 года полковник  Куропатенко  назначен начальником штаба 271-й стрелковой дивизии ОрВО, формировавшейся в городе Мценск. В августе месяце она убыла на Южный фронт, где в составе 51-й армии вела бои на Перекопском перешейке, затем участвовала в обороне Крымского полуострова. В ноябре 1941 года временно командовал этой дивизией. В том же месяце дивизия в составе этой же армии была эвакуирована на Таманский полуостров и включена в состав войск Закавказского фронта. В период с 6 декабря 1941 года по 8 января 1942 года временно командовал 157-й стрелковой дивизией 51-й армии Закавказского (с января 1942 года — Кавказского) фронта. Части дивизии под его командованием активно действовали в Керченско-Феодосийской десантной операции и при освобождении города Керчь. К исходу 2 января 1942 года она совместно с основными силами армии вышла на линию Киет, Покровка, Коктебель. В феврале 1942 года полковник  Куропатенко был переведен на должность начальника оперативного отдела (он же заместитель начальника штаба) 44-й армии Крымского фронта. Зимой и весной 1942 года ее войска вели боевые действия за удержание Керченского полуострова. С апреля командовал 404-й стрелковой дивизией этой же армии. После разгрома Крымского фронта в мае месяце полевое управление 44-й армии вместе с ее частями вошло в состав Северо-Кавказского фронта и было сосредоточено сначала в городе Тихорецк, а затем в городе Махачкала. В июне 1942 года вновь был утвержден командиром 157-й стрелковой дивизии в составе этой же 44-й армии Закавказского фронта. Сформировал ее и летом 1942 года участвовал в боях на реке Дон. В конце июля южнее станции Цимлянская в течение двух суток дивизия вела бои в окружении, после прорыва к своим войскам она действовала в составе 64-й армии. 
В начале сентября 1942 года полковник  Куропатенко сдал дивизию своему заместителю, а сам получил задачу сформировать в той же 64-й армии Сталинградского фронта 126-ю стрелковую дивизию (из остатков 208-й и 126-й стрелковых дивизий). В середине октября во главе вновь сформированной дивизии контратаковал противника в районе Купоросное, овладел Купоросное и вел тяжелые оборонительные бои по его удержанию. В начале ноября 126-я стрелковая дивизия была передана 51-й армии для прорыва обороны противника на участке озер Цаца и Барманцак, затем ее части наступали на Котельниково. 15 декабря 1942 года за плохую организацию боя и потерю управления он был отстранен от командования и зачислен в распоряжение Военного совета Сталинградского фронта. С февраля 1943 года командовал 315-й стрелковой дивизией в составе 5-й ударной армии Южного (с 20 октября 1943 г. — 4-го Украинского) фронта. Участвовал с ней в Ростовской, Донбасской и Мелитопольской наступательных операциях, в освобождении городов Шахты, Новошахтинск, Ворошиловск (Коммунарск), Дзержинск, Мелитополь и других. За успешное выполнение заданий командования в боях при освобождении города Мелитополь ей было присвоено наименование «Мелитопольская» (23.10.1943). 
В ноябре 1943 года генерал-майор  Куропатенко был освобожден от должности по болезни и направлен на лечение в Кисловодский санаторий. В конце января 1944 года командирован на учебу в Высшую военную академию им. К. Е. Ворошилова. После окончания ее краткосрочных курсов 19 августа 1944 года назначен командиром 71-й гвардейской стрелковой дивизии, входившей в состав 2-го гвардейского стрелкового корпуса 6-й гвардейской армии 1-го Прибалтийского фронта. Части дивизии под его командованием принимали участие в освобождении Прибалтики, в Рижской и Мемельской наступательных операциях. В начале ноября 1944 года переведен на должность командира 9-й гвардейской стрелковой дивизии этих же армии и фронта. С декабря 1944 года по 29 марта 1945 года находился на излечении в санатории города Сочи, затем состоял в распоряжении Военного совета 1-го Белорусского фронта. В мае 1945 года назначен заместителем командира 80-го стрелкового корпуса 61-й армии. 
За время войны комдив Куропатенко  был  один раз персонально упомянут в благодарственных в приказах Верховного Главнокомандующего.

#### Послевоенное время
После войны с июля 1945 года проходил службу в ГСОВГ в должности заместителя командира корпуса в 7-м стрелковом (с июля 1945 г.), 26-м гвардейском стрелковом Померанском (с ноября), 32-м стрелковом Берлинском (с июня 1946 г.) и 79-м стрелковом Берлинском (с декабря) корпусах. С октября 1949 года исполнял должность начальника военной кафедры Казанского госуниверситета. В сентябре 1957 года гвардии генерал-майор  Куропатенко уволен в отставку. 
Скончался 8 мая 1977 года в городе Казани, где и похоронен.

## Награды
- орден Ленина (21.02.1945)[7]
- три ордена Красного Знамени (02.12.1942[8],  03.11.1944[7], 15.11.1950[7])
- орден Отечественной войны I степени[6]
- два ордена Красной Звезды[6] (в т.ч. 28.10.1967[9])
  - медали в том числе:
  - «За оборону Севастополя»
  - «За оборону Сталинграда» (10.07.1943)[10]
  - «За победу над Германией в Великой Отечественной войне 1941—1945 гг.» (1945)
  - «Ветеран Вооружённых Сил СССР» (1976)

Приказы (благодарности) Верховного Главнокомандующего в которых отмечен Д. С. Куропатенко.
За овладение городом и железнодорожной станцией Мелитополь — важнейшим стратегическим узлом обороны немцев на южном направлении, запирающим подступы к Крыму и нижнему течению Днепра. 23 октября 1943 года. № 34.